# Língua yoron
A língua  'Yoron'  ( ユ ン ヌ フ ト ゥ バ  Yunnu Futuba ) é um continuum de dialetos falados em Yoronjima rm Kagoshima, sudoeste Japão. É uma das línguas ryukyuanas do norte, que são um sub-ramo dentro da línguas japônicas. A língua é uma das línguas mais ameaçadas de extinção em todo o Japão.

## Dialetos
De acordo com o folclorista local Kiku Chiyo, os dialetos Yoron podem ser divididos em três grupos: 
- Chabana
- Asato (/ asi⸢tu /), Gusuku (/ gusi⸢ku / ～ / gusu⸢ku /), Ritchō, Kanō (/ ha⸢noː /) e Nama (/ naː⸢ma /)
- Mugiya-higashiku, Mugiya-nishiku e Furusato (/ puru⸢satu /)

O distrito de Mugiya costuma ser considerado como tendo uma forma distinta de sotaque e entonação.

## Terminologia popular
According to Kiku Hidenori, who leads conservation activities, people of Yoron Island, Kagoshima Prefecture call their language "Yunnu Futuba." Mais precisamente, um dicionário compilado por sua mãe Kiku Chiyo (n. 1927) fornece / junnuhu⸢tuba / como a forma de palavra de sua comunidade natal, Mugiya-higashiku. Outras palavras que ela coletou incluem / junnu⸢jun / (sotaque Yoron), / nizjancju⸢jun / (sotaque de pessoas de Mugiya-higashiku e Mugiya-nishiku), / sima⸢jun / (falando o dialeto), / sima⸢guci / e / simahu⸢tuba / (a língua da comunidade da ilha / casae). Yamada Minoru (b. 1916) provides the word forms of the community of Chabana: /⸢ju⸣nnu ⸢fu⸣tuba/ and /⸢ʃi⸣ma ⸢fu⸣tuba/ (the island's language).

## Fonologia
A seguir está a fonologia do dialeto Mugiya, que é baseada em Hirayama. (1969).

### Consoantes
|             | Bilabial | Bilabial | Alveolar | Alveolar | Pós- alveolar | Pós- alveolar | Palatal | Palatal | Velar | Velar | Glotal | Glotal | Moraic |
| ----------- | -------- | -------- | -------- | -------- | ------------- | ------------- | ------- | ------- | ----- | ----- | ------ | ------ | ------ |
| Nasal       |          | m        |          | n        |               |               |         |         |       |       |        |        | Q N    |
| Oclusiva    | p        | b        | t        | d        |               |               |         |         | k     | ɡ     | ʔ      |        | Q N    |
| Africada    |          |          |          |          | t͡ʃ            |               |         |         |       |       |        |        | Q N    |
| Fricativae  |          |          | s        | z        |               |               |         |         |       |       | h      |        | Q N    |
| Aproximante |          |          |          |          |               |               |         | j       |       | w     |        |        | Q N    |
| Vibrante    |          |          |          |          |               | r             |         |         |       |       |        |        | Q N    |

Notas: Hirayama (1969) usa ꜰ para  ɸ, c para t͡ʃ, and ᴇ para 
Observações
- O início de palavra I julo / ∅ / pode ser adicionado. Contrasta com glotal  / h / e  / ʔ /.
- / h / é [ antes de  / i /, e [ antes de  / u /.  / hwa / é percebido foneticamente como  [ɸa].
- / si /,  / se / e  [t͡ʃu] é percebido como  [ʃi],  [ʃe] , e  [t͡su], respectivamente. <! - / z / é inexplicável. [dʒ]? ->
- [t͡ʃa],  [t͡ʃu] e  [t͡ʃo] são analisados fonemicamente como  / t͡ʃja /,  / t͡ʃju / e  / t͡ʃjo /, respectivamente.
- [ʃa],  [ʃu] e  [ʃo] são analisados fonemicamente como  / sja /,  / sju / e  / sjo /, respectivamente.
- N e Q são codas de sílaba (stop nasal e geminada, respectivamente).

### Vogais
O idioma Yoron tem  / a /,  / e /,  / i /,  / o / e  / u /, longo e curto.

### Correspondências para o Japonês Padrão
Apenas as principais correspondências de som são listadas.
- Japonês padrão  / e / é mesclado em  / i /.
- Japonês padrão  / o / é mesclado em  / u /.
- Yoron  / e / e  / o / são de origem secundária e correspondem principalmente aos ditongos japoneses padrão.
- Yoron retém  / p / embora tenha mudado para  / h / em japonês padrão.
- Japonês padrão  / t͡ʃu /,  / su / e  / zu / correspondem a  / t͡ʃi /  [t͡ʃi] ,  / si /  [ʃi] e  / zi /  [d͡ʒi].
- Japonês padrão  / k / mostra correspondências complexas. Japonês padrão  / ka / corresponde a Yoron  / ka / e  / ha /.  / ki / corresponde a  / ki / e  / si /.  / ke / corresponde a  / si / com algumas exceções.  / ku / corresponde a  / hu /.
- Japonês padrão  / ni / corresponde a Yoron  / mi /.
- Yoron  / r / é eliminado quando está rodeado por uma vogal e  / i /.
- Japonês padrão  / o / que vem de  / wo / anterior corresponde a Yoron  / hu /.